# Ràdio Móra la Nova
Ràdio Móra la Nova és una emisora municipal que emet amb el dial 107.3 FM, amb seu a l'Ateneu de Móra la Nova.
Va iniciar les seves emissions el 4 d'agost de 1984 amb la freqüència 95.5 Mhz. El 10 de març de 1990 inicia una programació regular de dilluns a dissabte, d'onze hores de durada, de les 9 del matí a les 8 del vespre, amb una fórmula radiofònica musical a la tarda i un magazine al matí amb diverses col·laboracions.
Molts van ser els responsables de la programació, sota la direcció de Salvador Alegria, regidor de Cultura de l'època. El novembre de 1996 es traslladen els estudis del Casal Municipal a l'Ateneu.
L'any 1997 s'estableix un conveni amb RAC 105, per fer connexions quan Ràdio Móra la Nova no emeti, i també en els punts horaris informatius. En aquells moments emetía pel Dial 99.2 de la freqüència modulada.
Al primer trimestre de 1998 es va concedir el dial 107.3 FM amb el que emet actualment.